# Nam Kalimantan
Nam Kalimantan (tiếng Indonesia: Kalimantan Selatan) là một tỉnh của Indonesia, tọa lạc ở Kalimantan, phần lãnh thổ Borneo thuộc Indonesia. Tỉnh lỵ là Banjarbaru. Dân số của Nam Kalimantan là hơn 3,625 triệu người theo thống kê 2010; dân số ước tính năm 2014 là 3.913.908 người.